# آمیز قلمدون
آمیز قلمدون نمایشنامه‌ای از اکبر رادی است نوشته به سال ۱۳۷۱ که اولین اجرایش در ۱۳۷۳ برای ضبط تلویزیونی سرگرفت. بعدها در سال ۱۳۷۶ هادی مرزبان این نمایشنامه را در تالار چهارسوی مجموعه‌ تئاترشهر به صحنه برد.

## داستان
داستانِ پیرمردی نُقلی و هفتادساله به نام شکوهی است که مورد مراقبت همسرش شوکت، قرار دارد.
پردهٔ اول (جنین): آن‌ها گذشته‌شان را به یاد می‌آورند. شوکت به شکوهی دربارهٔ پیشگوییِ رمّالی هندی می‌گوید که وعدهٔ سفر اروپا را به او داده است. شش سال گذشته و شکوهی که کارمند ادارهٔ مالیه بوده است، بازنشسته شده. دخترانشان، ماندانا و رکسانا، ازدواج کرده‌اند. اما پیشگوییِ رمّال واقع نشده و شوکت، شکوهی را سرزنش می‌کند که نتوانسته زندگی بهتری برای او تأمین کند و حالا کنجِ خانه، تفریحش شده پارک و تلویزیون و ورق‌زدنِ تقدیرنامه‌هایش. شکوهی که خود را کارمند وظیفه‌شناسی می‌داند، معتقد است نان به مظلمه نفروخته و افتخار می‌کند به تقدیرنامه‌هایی که به امضای جنابِ ژاله، مدیرکل، دارد و به تابلوهای خطّاطی‌اش که عمری با عشق نوشته است. حشمت، مستأجرشان که دوست شوکت نیز هست، به دیدارشان می‌آید. او که زنی تنهاست و در انجمن خیریه فعالیت می‌کند، هر روز به همراه شوکت به تعاونی می‌روند. شکوهی که بُتّهٔ گلِ سرخی در باغچه کاشته، می‌رود تا به آن رسیدگی کند. در این فاصله حشمت، نامهٔ پسرش فرشید را که در رُم زندگی می‌کند، برای شوکت می‌خواند و شوکت را برای سفری یک ماهه به رُم بدونِ شکوهی متقاعد می‌کند.
پردهٔ دوم (رؤیا): ماندانا و رکسانا به دیدار پدر آمده‌اند و هر کدام در زبان بازی برای شکوهی از دیگری پیشی می‌گیرد. رکسانا یک قابِ نقرهٔ سیگار و ماندانا فندکی طلا به شکوهی هدیه می‌دهند. شکوهی قصهٔ حسنک خارکن را برای دخترها تعریف می‌کند. پیشکاری وارد می‌شود و شکوهی، خود در نقشِ حسنک می‌رود. پیشکار در ازای کدخداییِ ده و دینارهای طلا، از حسنک می‌خواهد تا شهادتی دروغ به نفعِ خان بدهد اما حسنک با وجودی که همسرش در حال تولّد کودکی است و به سختی روزگار می‌گذراند، قبول نمی‌کند.
پردهٔ سوم (تولّد): شوکت، مسئلهٔ سفرش را با شکوهی مطرح کرده و از او می‌خواهد به نزد دخترها برود. شکوهی نمی‌پذیرد. شوکت عصبانی از دست او، وظیفه‌شناسی و تابلوهای خطِّ شکوهی را به رُخش می‌کشد که آن‌ها را به جایی نرسانده، در عوض، دیگران پا بر گُرده‌های شکوهی، به بالا بالاها رسیده‌اند. شکوهی از شبی می‌گوید که می‌توانسته رشوه بپذیرد ولی او به این کار تن نداده و شوکت، گله مند از فهمیدن این راز، شبِ تولّد ماندانا را به یاد می‌آورد که با چه سختی‌ای وضع‌حمل کرده، درحالی‌که با مقدار کمی از آن پول می‌توانسته زایمان شاهانه‌ای داشته باشد. شکوهی به شوکت می‌گوید شبِ تولّد شوکت است و از احساس نیازش به او می‌گوید، بی‌آنکه شوکت چیزی درک کند. در پایان نمایش، شاخه گلی را که در باغجه پرورش داده به همسرش هدیه می‌کند و برای همیشه خاموش می‌شود.